# Vivian Qu
Vivian Qu (* in Peking; bl. ab 2003; chinesischer Name: 文晏, Pinyin: Wen Yan) ist eine chinesische Filmproduzentin, -regisseurin und Drehbuchautorin.

## Leben

### Studium und Arbeit als Filmproduzentin
Vivian Qu wurde als Wen Yan in Peking geboren, wo sie auch aufwuchs. Sie studierte Bildende Kunst in New York, wo sie das Medium Kino für sich entdeckte. Eigenen Angaben zufolge vereine die Arbeit im Film alle ihre Interessen wie Schreiben, Fotografie und Musik; Qu hatte zuvor Angst gehabt, zwischen einer Leidenschaft wählen zu müssen. In New York besuchte sie Filmvorstellungen des Filmmuseums Film Society im Lincoln Center und im Museum of Modern Art.
Nach mehreren Jahren in Übersee kehrte Qu 2003 nach Peking zurück. Sie begann als Filmproduzentin zu arbeiten, um unabhängige chinesische Filmemacher zu unterstützen. 2007 war Qu mit Diao Yinans Ye che (englischer Titel: Night Train) erstmals an der Produktion eines Films beteiligt. Die Geschichte um eine 30-jährige Henkerin (dargestellt von Dan Liu) an einem Provinzgericht in Shaanxi, die ahnungslos über eine Partnervermittlungsagentur den Witwer (Dao Qi) einer ihrer Delinquentinnen kennenlernt, lief beim 60. Filmfestival von Cannes in der Reihe Un Certain Regard und gewann mehrere internationale Festivalpreise. Nach der Koproduktion von Lichuan Yins ebenfalls in Cannes gezeigtem Beziehungsdrama Niu lang zhi nu (2008), produzierte Qu 2013 mit Chunmeng (Longing for the Rain) den ersten Spielfilm der eigentlichen Dokumentarfilmregisseurin Lina Yang. Der Film handelt von einer 30-jährigen Ehefrau und Mutter in Peking (dargestellt von Zhao Siyuan), die ihre sexuellen Bedürfnisse gegenüber ihrem computerspielsüchtigen Ehemann (Fu Jia) nicht zu artikulieren vermag und sich daraufhin in eine Affäre flüchtet. Chunmeng erhielt 2013 auf dem Hong Kong International Film Festival eine Lobende Erwähnung.
Einem breiten internationalen Publikum wurde Qu, die zu den wenigen unabhängigen Filmproduzenten in China gezählt wird, durch die erneute Zusammenarbeit mit Diao Yinan bekannt. Sein kunstvoll inszenierter und fotografierter Thriller Feuerwerk am helllichten Tage (2014), der laut dem deutschen film-dienst die Charakteristika amerikanischer Noirs kongenial auf aktuelle chinesische Verhältnisse übertrug, gewann mit dem Goldenen Bären den Hauptpreis der 64. Filmfestspiele von Berlin.

### Arbeit als Regisseurin und Drehbuchautorin
Noch vor dem Erfolg von Feuerwerk am helllichten Tage begann Qu selbst als Regisseurin und Drehbuchautorin in Erscheinung zu treten. Eigenen Angaben zufolge hatte sie zuvor als Produzentin kreativ mit den Regisseuren an Filmprojekten zusammen gearbeitet, so dass ihr der Wechsel als nicht tiefgreifend erschien. Ihr Debüt als Regisseurin und Drehbuchautorin gab sie 2013 mit Shuiyin jie (Trap Street). Qu, die kritisiert, dass es in China keine unabhängige Filmindustrie gibt, wollte vordergründig das Gefühl zu beobachten und gleichzeitig beobachtet zu werden einfangen, das sie seit den Olympischen Sommerspielen 2008 in Peking empfand. Die Geschichte um einen kommunalen Vermessungstechniker (dargestellt von Lu Yulai), der auf eine mysteriöse Frau (He Wenchao) in einer unkartierten Straße trifft, wurde auf mehreren internationalen Filmfestivals gezeigt. Qus Spielfilmdebüt gewann Preise auf dem Vancouver International Film Festival und Boston Independent Film Festival. Bei Shuiyin jie arbeitete die Filmemacherin mit dem Produzenten Sean Chen zusammen, der als Executive Producer an Ye che beteiligt gewesen war und ihr vollständige künstlerische Freiheit zugestand.
2017 stellte Qu ihren zweiten Spielfilm Jia Nian Hua (Angels Wear White) fertig. Der Thriller um zwei minderjährige Mädchen in einer südchinesischen Küstenstadt, die nach einem gewalttätigen Vorfall in einem Hotel in eine immer gefährlichere Spirale der Gewalt geraten, wurde vom Toronto International Film Festival als „missmutiger, zeitgenössischer Film noir“ mit „komplexen Frauenfiguren“ beschrieben. Für Jia Nian Hua erhielt Qu als einzige Regisseurin eine Einladung in den Wettbewerb der 74. Filmfestspiele von Venedig, wo der Film aber unprämiert blieb.
Vivian Qu zählt den französischen Filmemacher Robert Bresson zu ihren Vorbildern und schätzt zeitgenössische europäische Regisseure wie Michael Haneke, Jean-Pierre und Luc Dardenne oder Abdellatif Kechiche. 2014 vergab sie als Jurymitglied beim 71. Filmfestival von Venedig den Preis für den besten Erstlingsfilm, den Premio Luigi De Laurentiis, an den indischen Beitrag Court von Chaitanya Tamhane.

## Filmografie

### Produzentin
- 2007: Ye che (chinesisch 夜車, Pinyin Yè chē, englischer Titel: Night Train)
- 2008: Niu lang zhi nu (chinesisch 牛郎织女, Pinyin Niú lán zhī nǔ) – Koproduzentin
- 2013: Chunmeng (englischer Titel: Longing for the Rain)
- 2014: Feuerwerk am helllichten Tage (chinesisch 白日焰火, Pinyin Báirì yàn huǒ, englischer Titel: Black Coal, Thin Ice)

### Regie und Drehbuch
- 2013: Shuiyin jie (chinesisch 水印街, englischer Titel: Trap Street)
- 2017: Jia Nian Hua (chinesisch 嘉年華, englischer Titel: Angels Wear White)

## Auszeichnungen
- 2013: Dragons and Tigers Award – Lobende Erwähnung des Vancouver International Film Festival für Shuiyin jie
- 2014: Großer Preis der Jury des Boston Independent Film Festival für Shuiyin jie